# 더 휩
더 휩(The Whip)은 영국 그레이터맨체스터주 올드햄에서 2006년 결성되었다. Kitsune소속으로 여러 싱글 앨범들을 발표했었으며, 데뷔 앨범인 X Marks Destination은 2008년 3월 24일 짐 아비스에 의해 제작되었으며 서던 프라이드 레코드에서 발매되었다. 곡 “Trash”와 “Divebomb”은 Kitsune Maison의 컴필레이션에 각각 3번, 4번트랙으로 포함되었다. 그들의 곡 “Muzzle No. 1”은 FIFA Video Games 2009에 사운드 트랙으로 포함되었다.